# 戴克斯·奥卡拉汉
戴克斯·乔达什·奥卡拉汉 （英語：Dax Jordache O'Callaghan，1986年7月2日—）是一位英国歌手、舞者和演员。

## 职业

### 演员
奥卡拉汉在伦敦西尔维亚青年戏剧学校接受训练。奥卡拉汉年轻时就开始了职业生涯，在二十世纪九十年代作为唱片艺术家在欧洲排行榜上取得成功期间，曾被称为 Prince de la Pop（流行王子）。当他还是个孩子的时候，他就在许多电视连续剧和广告中出演了角色，10 岁时就进入了音乐剧，在皇宫剧院的伦敦西区音乐剧《悲惨世界》中扮演了主角伽弗洛什 (Gavroche)，之后成为第一个扮演加弗洛什 (Gavroche) 的人。卡梅隆·麦金托什执导的《奥利弗》中的巧妙道奇！在伦敦钯剧院，他的演员们将在那里向公众推出这部音乐剧。他在电视节目《东区人》中饰演杰克·普莱斯、《伤亡者》、《希望与荣耀》、陪审团审判和敲门者。 16 岁离开学校后，奥卡拉汉继续为 Nickelodeon 主持 《Laugh Out Loud》。

### 歌手
19 岁时，奥卡拉汉与华纳国际唱片公司签约成为独奏唱片艺术家。他的单曲《Calling Love》在一些欧洲排行榜上取得了成功，尤其是在法国。2008年，奥卡拉汉成为德国真人秀节目《Popstars》的编舞，与获胜团体Room 2012合作。2011年至2015年，奥卡拉汉与肯辛顿寺、伦敦城市教堂合作，致力于将现代风格的音乐、舞台表演和制作带入英国教堂。